# فيلقية فيلية
فيلقية فيلية (الاسم العلمي: Legionella feeleii) هي نوع من البكتيريا يتبع جنس الفيلقية من الفصيلة الفيالقية. تم عزلها من مصنع السيارات ويمكن أن تسبب حمى بونتياك.